# Taylor of Old Bond Street

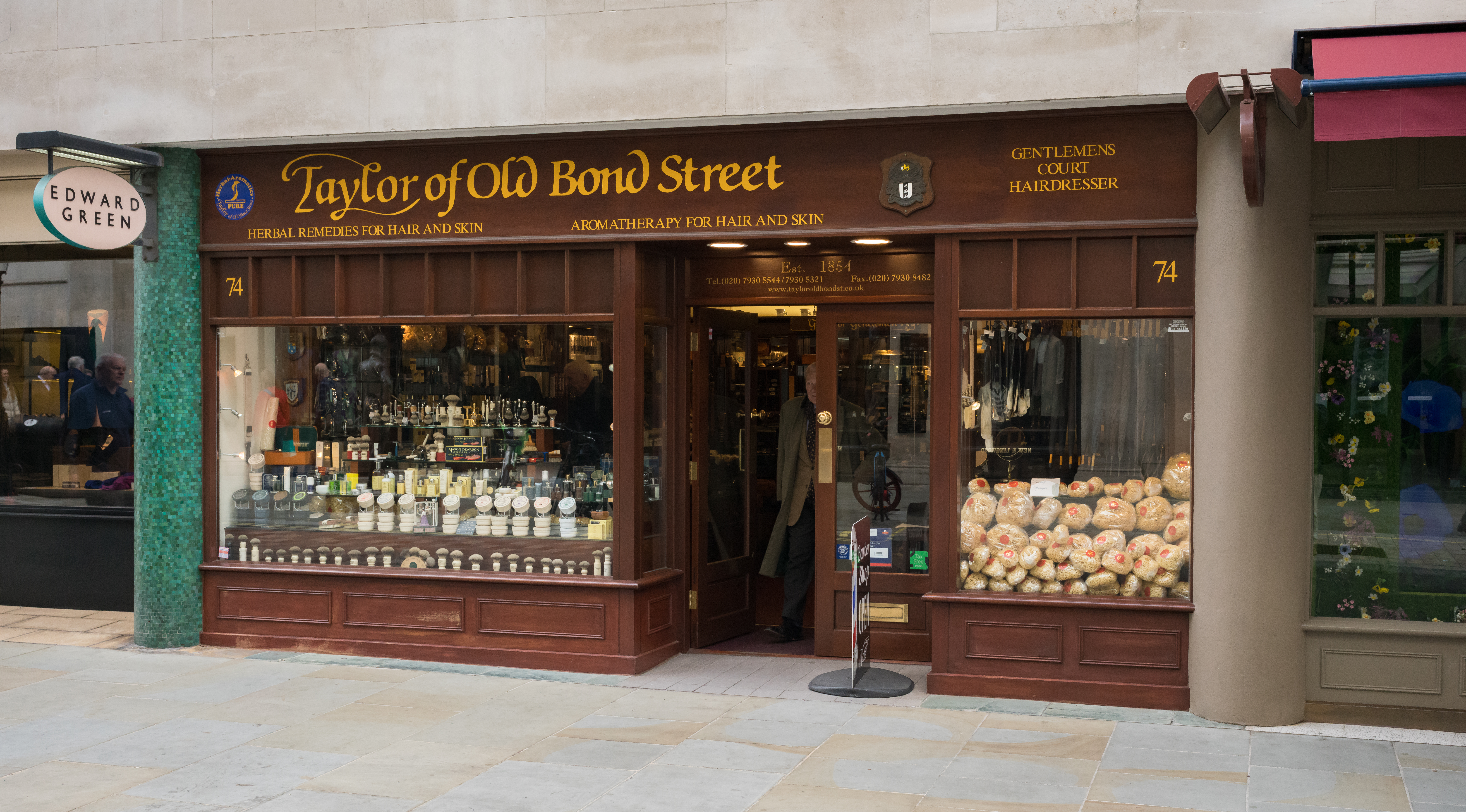
Escaparate de Taylor of Old Bond Street en Londres (2023)

Taylor of Old Bond Street es una barbería y empresa londinense dedicada al cuidado personal masculino con productos naturales. Fue fundada el 1 de septiembre de 1854 por Jeremiah Taylor. Entre sus productos destacan sus famosas cremas para afeitar tradicionales para usar con brocha, mangos de lujo para maquinillas de afeitar (rastrillos), aftershaves, cremas botánicas y brochas de afeitar.

## Historia y tradición
Jeremiah Taylor abrió su salón de belleza en Bond Street (en el oeste de Londres) y se ganó su gran reputación por su extracto botánico para tratar el cabello y el cuero cabelludo. Su hijo Ivan con su entrenamiento como químico, superó a su padre desarrollando muchos tratamientos herbales de gran calidad.
La tradición de Taylor continuó durante la siguiente generación con Mr Sydney, quien pasó a ser dueño de la empresa en 1930 y abrió un nuevo local en Jermyn Street. En 1955 Leonard se unió a su padre para seguir llevando a cabo la elaboración de productos para la piel y el cabello de la misma calidad. Stanley Morris, cuñado de Leonard, entró a la empresa en 1960 para continuar la tradición familiar y finalmente en Barry Klein, yerno de Leonard, entró a la compañía en 1996 y es el actual director.

## Gama de fragancias

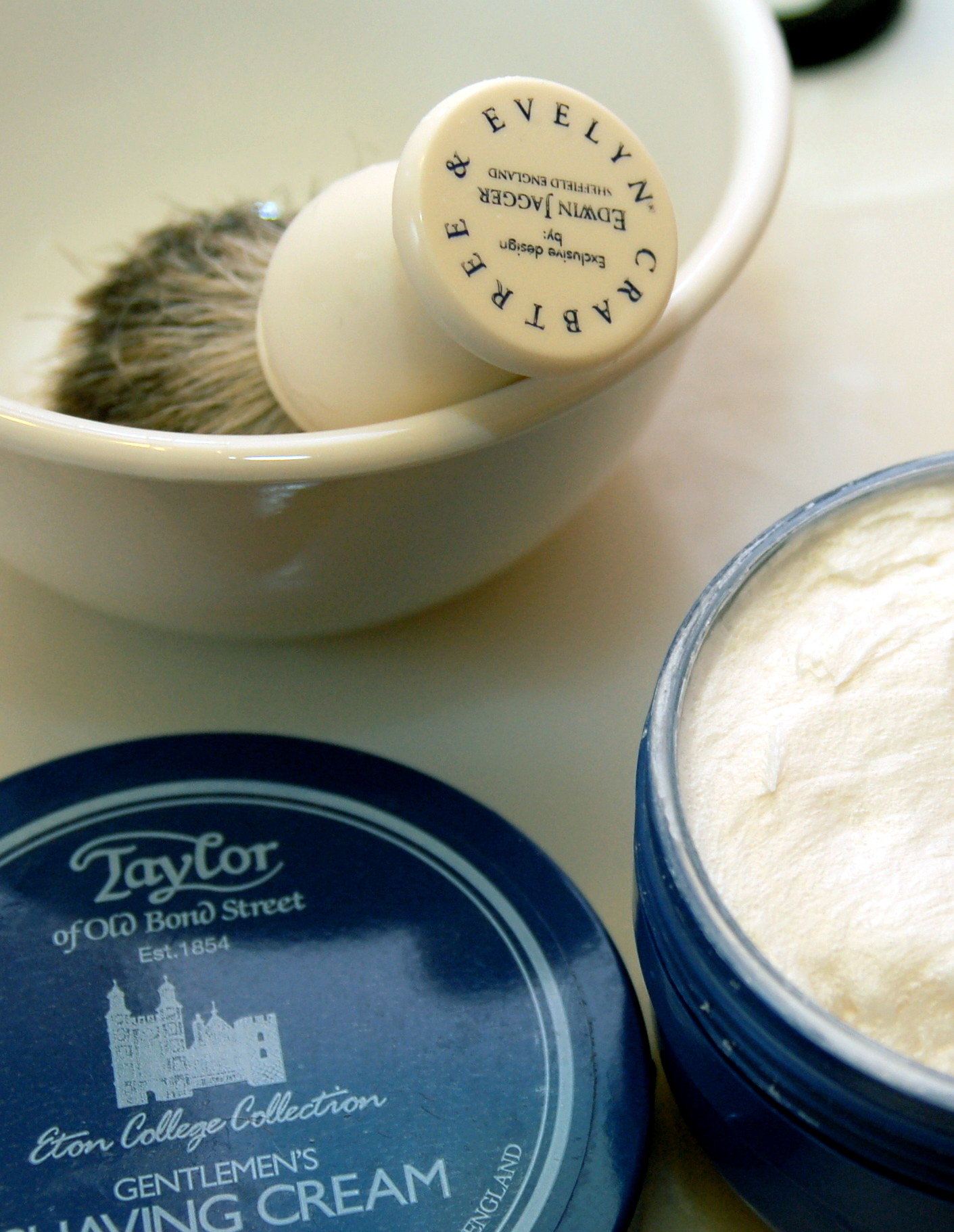
Crema de afeitar de Taylor con la fragancia Eton College. Se toma una pequeña porción de la crema y se pone en un tazón para agitarse con la brocha para producir una espuma cremosa.

Taylor of Old Bond Street se distingue por mantener vivas fragrancias clásicas que se remontan a la Época Victoriana. También ha dedicado fragancias para los caballeros más jóvenes, tal como es el caso de Eton College Collection, una fragancia en honor a los estudiantes del famoso Colegio Eton. La mayoría de estas fragancias se usan en la elaboración de sus tradicionales cremas para afeitar y aftershaves.
Entre sus más famosas fragancias destacan:
- Eton College Collection: Inspirada en la tradición de Eton, el colegio premier de la realeza y aristocracia inglesa, y especialmente formulada para sus caballeros, esta colección posee una fragancia fresca de cítricos cetelleantes combinados con ricas notas de maderas para cautivar los sentidos de los jóvenes y los hombres jóvenes de corazón.

- Mr Taylor Collection: Durante generaciones, los caballeros más refinados se han deleitado con esta fragancia en la que estragón, lavanda e incienso se combinan con toques de gálbano y cítricos sobre una base de cedro, sándalo, patchouli y almizcle para crear una elegante fragancia varonil.

- No. 74 Original: Una fragancia floral con notas principales de naranja, bergamota, y limón con un fondo de lilas, jazmín, rosa y almizcle dulce.

- No. 74 Victorian Lime: Cítricos, lima, madera y fuchsia.

- Shaving Shop Collection: Cítricos frescos y revitalizantes se mezclan vigorosamente con maderas preciosas de cedro y roble, combinándose con un almizcle varonil sobre una base de salbia, romero y petitgrain para una fragancia atrayente que estimula los sentidos y despierta las emociones.

- St. James's Collection: Un fougére masculino con notas principales de bergamota y mandarina combinadas con hierbas frescas. Las notas centrales combinan flores, frutas y especias sobre una base de sándalo, ámbar, patchouli y almizcle.
- Sandalwood Fragrance: El aroma de sándalo trae el encanto, el sentimiento verdadero de caballero Inglés con un fuerte aroma masculino.[2]